# 牧浦乙葵
牧浦 乙葵（まきうら いつき、2003年7月18日 - ）は、日本の女優で、PiXMiXの元メンバー。大阪府出身。東宝芸能所属。

## 略歴
幼少期に劇団四季のミュージカル『ライオンキング』を観て、舞台に立つことに憧れを持つ。
2016年にオーディションを経て東宝芸能へ所属し、2017年7月、アイドルグループPiXMiXのメンバーITSUKIとして活動を始める。2019年10月にはキングレコードからメジャーデビューした。また、高校2年生のときにヘアドネーションをしている。大阪から通う4年間のアイドル活動の後、2021年3月にPiXMiXを卒業。同年4月より名前をフルネームに改めた。
2021年8月、『舞台 鬼滅の刃 其ノ二 絆』にアンサンブルとして出演し初舞台を踏む。以降、『ミュージカル 薄桜鬼 真改 斎藤一 篇』、ミュージカル『雫の星語り』などでヒロインや主演を務めている。

## 出演
- PiXMiX（在籍：2017年7月29日 - 2021年3月21日）

### 舞台
- 舞台「鬼滅の刃」其ノ二 絆（2021年8月7日 - 15日、天王洲 銀河劇場 / 8月20日 - 22日、梅田芸術劇場メインホール / 8月27日 - 31日、TACHIKAWA STAGE GARDEN） - 神崎アオイ、下弦の肆、累の母 役[11][14][15]
- ミュージカル『薄桜鬼 真改』斎藤一 篇（2022年4月22日 - 27日、品川プリンスホテル ステラボール / 5月1日 - 5日、京都劇場） - ヒロイン・雪村千鶴 役[12][16][17]
- S-IST Stage「ひりひりとひとり」（2022年6月10日 - 19日、よみうり大手町ホール） - りぼん 代役[18][19]
- ミュージカル『薄桜鬼』HAKU-MYU LIVE 3（2022年10月29日 - 30日、Zepp Namba / 11月11日 - 13日、Zepp DiverCity） - 雪村千鶴 役[20][21]
- 「ミュージカル SMILE」-kodo- 大好きなパパからの手紙（2022年12月24日、宗像ユリックス） - 玄海すみれ 役[22]
- 舞台『魔法使いの約束』 - 家なし魔女 役
  - 祝祭シリーズ Part1（2023年2月17日 - 3月5日、天王洲 銀河劇場）[23][24]
  - オーケストラ音楽祭〜series collection〜（2024年12月27日 - 29日、TACHIKAWA STAGE GARDEN）[25][26]
- 舞台『ダブル』（2023年4月1日 - 9日、紀伊国屋ホール） - 今切愛姫 役[27]
- ミュージカル「Neo Doll」（2023年8月18日 - 27日、シアターサンモール） - エメラルド 役[28][29]
- アサルトリリィ - 長谷部冬佳 役
  - 舞台「アサルトリリィ・新章」サングリーズル編『種の最果ての地で』 / 大島近海ネスト調査隊編『金瘡小草の咲く時』（2023年12月19日 - 25日、シアター1010）[30]
  - 舞台「アサルトリリィ・新章」サングリーズル編『花々の黄昏』 / 大島近海ネスト調査隊編『玲瓏たる深潭』（2024年5月17日 - 22日、かめありリリオホール）[31]
  - 舞台「アサルトリリィ・シュツルム」〜サングリーズル篇〜（2025年4月25日 - 30日、かめありリリオホール）[32]
  - 舞台「アサルトリリィ」-眞說・御台場迎撃戦-（2025年9月20日 - 25日、シアター1010）[33]
- 劇団シアターザロケッツ「雨のち晴れ」（2024年8月21日 - 25日、中野ザ・ポケット） - 大塚晴美 役[34]
- Tom's collection「ツバルのフェヌア」（2024年12月10日 - 15日、新宿シアターモリエール） - 秋山美優 役[35]
- GORIZO STAGE「ハザマDDD〜Hazama the Dimensional Detective Deux “ディディディーディ・ディーディディ”〜」（2025年2月14日 - 24日、浅草九劇） - オゾマ・シイナ 役[36]
- 劇団シアターザロケッツ「シャンパンタワーが立てられない」（2025年5月21日 - 25日、中野ザ・ポケット） - W主演・楠みどり 役[37][38]
- ミュージカル『雫の星語り〜Only God Knows 2025〜』（2025年7月5日 - 6日、大阪ABCホール / 26日 - 27日、三越劇場） - 主演・シズク 役[13][39]

### ラジオ
- キャッチ！（2020年1月 - 2021年2月、FM滋賀）[40][41]

### 配信ドラマ
- 最弱の転校生（2025年7月22日、DMM TV） - 益子愛理 役[42]

### 雑誌
- NEXTGIRL図鑑 2021-2022（CM NOW 別冊）（2021年10月29日、玄光社）[43][44]
- B's-LOG（2022年5月号、KADOKAWA Game Linkage）[45]

## 作品

### 配信楽曲
- 「チョコレート・リグレット ITSUKI ソロver.」（2020年、キングレコード）[46]
- 「永遠なれ、アスラ王国」（2023年、TOHO animation Records）[47]
テレビアニメ『無職転生 〜異世界行ったら本気だす〜』第2期挿入歌。